# Червена пираня
Червената пираня (Pygocentrus nattereri) е риба, която обитава басейна на река Амазонка, крайбрежните реки в североизточната част на Бразилия и поречията на реките Парагвай, Парана и Есекибо. Притежава репутацията на една от най-свирепите сладководни риби в света. Има червеникав оттенък на корема, който е причина за името ѝ. Максималната ѝ дължина е до 33 cm, а теглото ѝ е около 3,5 kg.
Храната ѝ се състои предимно от риби, насекоми, червеи, ракообразни, а понякога и по-едри животни. Червената пираня обикновено се храни с мърша, болни или ранени гръбначни животни, но напада и здрави животни. Храни се по здрач и на разсъмване. Намира плячката си по миризмата или по движението с помощта на страничната си линия.
Червената пираня хвърля хайвера си около април-май по време на дъждовния сезон. Мъжкият приготвя място в скалите и растителността, в очакване на женска. Женските снасят около шестстотин яйца, които мъжкият опложда. Мъжките стават изключително нападателни по време на хвърлянето на хайвера и не позволяват на други риби да се доближават до мястото. След като малките се излюпят, двамата родители пазят люпилото.
Червената пираня проявява много слаб полов диморфизъм: понякога женските имат малко по-жълт корем.